# 샌안토니오 건슬링거스
| 샌안토니오 건슬링거스 |                                       |
| 콘퍼런스              | 서부 콘퍼런스                         |
| 디비전                | 센트럴 디비전                         |
| 설립연도              | 1984년                                |
| 해체연도              | 1985년                                |
| 역사                  | 샌안토니오 건슬링거스 (1984년~1985년) |
| 경기장                | 알라모 스타디움                       |
| 연고지                | 텍사스주 샌안토니오                   |
| 상징색                | 로얄 블루, 켈리 그린, 은, 하양        |
| 구단주                | 클린턴 맹기스                         |
| 감독                  | 길 스테인키 (마지막 감독)             |
| 리그 우승             | -                                     |
| 콘퍼런스 우승         | -                                     |
| 디비전 우승           | -                                     |

샌안토니오 건슬링거스(San Antonio Gunslingers)는 1984년부터 1985년까지 텍사스주 샌안토니오을 연고지로 하는 USFL의 서부 콘퍼런스 센트럴 디비전 소속 미식 축구팀이다.

## 역대 홈경기장
| 경기장                | 사용기간      | 수용인원 | 장소                | 비고 |
| --------------------- | ------------- | -------- | ------------------- | ---- |
| 샌안토니오 건슬링거스 |               |          |                     |      |
| 알라모 스타디움       | 1984년~1985년 | 18,500명 | 텍사스주 샌안토니오 | 빈칸 |